# Epithelantha
Epithelantha, és un gènere de la família de les cactaceae. Comprèn 10 espècies descrites.

## Descripció
Epithelantha és un gènere de només dues espècies de plantes petites. Les plantes d'ambdues espècies són bastant petites amb tiges amb prou feines de 5 cm de diàmetre i menys d'alçada. Les espines són blanques i creixen dels tubercles com els de Mammillaria. No obstant això, les flors surten de les arèoles al final del tubercle. Aquesta característica diferencia clarament Epithelantha de Mammillaria. Les flors són de color rosa o blanc en forma d'embuts petits i lleugers que semblen molt delicats. Els fruits són llargs tubs que sobresurten com les espelmes de l'aniversari i tenen un color vermell brillant que contrasta amb les espines blanques.

## Taxonomia
El gènere va ser descrit per F.A.C.Weber ex Britton i Rose i publicat a The Cactaceae; descriptions and illustrations of plants of the cactus family 3: 92–93, f. 102. 1922. L'espècie tipus és: Epithelantha micromeris
Etimologia
Epithelantha: nom genèric que deriva del grec i significa "flors sortint de tubercles".

## Espècies
- Epithelantha bokei L.D.Benson
- Epithelantha cryptica D.Donati & Zanov.
- Epithelantha greggii (Engelm.) Orcutt
- Epithelantha ilariae D.Donati & Zanov.
- Epithelantha micromeris (Engelm.) F.A.C.Weber ex Britton & Rose
- Epithelantha pachyrhiza (W.T.Marshall) Backeb.
- Epithelantha polycephala Backeb.
- Epithelantha potosina (D.Donati & Zanov.) D.Aquino & S.Arias
- Epithelantha pulchra (D.Donati & Zanov.) D.Aquino & S.Arias
- Epithelantha spinosior C.Schmoll[3]